# Xdinary Heroes
Xdinary Heroes (кор. 엑스디너리 히어로즈; Ekseudineori Hieorojeu; произносится как: Эксдинари Хироус) — южнокорейская рок-группа, сформированная в 2021 году JYP Entertainment, саб-лейблом Studio J. Коллектив состоит из шести участников: Гониль, Чонсу, Гаон, Од, Джунхан и Джуён. Дебют состоялся 6 декабря 2021 года с синглом «Happy Death Day».
Все участники группы участвуют в написании, сочинении и продюсировании музыки группы.

## Название
Xdinary Heroes является аббревиатурой от слова «Extraordinary Heroes» (с англ. — «Необыкновенные герои»). Также оно в сочетании со слоганом бэнда «We Are All Heroes» (с англ. — «Мы все герои») несёт посыл, что любой может стать героем. Официальное название фандома группы — «Villains» (с англ. — «Злодеи»).

## Карьера

### 2021—2022: Формирование, дебют,Hello, World!иOverload
1 ноября 2021 года JYP Entertainment выпустила тизер под названием «Heroes Are Coming», намекающий на дебют новой группы. Неделю спустя, 8 ноября, был обнародован логотип и название группы, а также запущены официальные аккаунты группы в социальных сетях. Джуён был официально объявлен первым участником группы, за которым последовали Од, Гаон, Джунхан, Чонсу и Гониль с 15-20 ноября. 22-27 ноября были выпущены тизеры, раскрывающие позиции участников. Выяснилось, что два участника изначально готовились к участию в K-pop группе, но позже им сказали, что они будут в рок-группе.
6 декабря Xdinary Heroes дебютировали с синглом «Happy Death Day». Песня дебютировала на 12-м месте в чарте Billboard World Digital Song Sales.
22 апреля 2022 года Xdinary Heroes намекнули на свой новый альбом, загрузив тизер под названием «Xdinary Heroes Awakening». 27 июня они выпустили новое видео под названием «Как наслаждаться ♭ формой с Xdinary Heroes». На следующий день, 28 июня, Xdinary Heroes анонсировали свой дебютный мини-альбом Hello, World!, релиз которой запланирован на 20 июля. В последующие дни были загружены расписание и инструментальный сэмплер. 8-13 июля были выпущены фото-тизеры для каждого участника, тем временем 14 июля были обнародованы тизеры для группы. В тот же день, что и релиз альбома, было загружено музыкальное видео на ведущий сингл «Test Me». 9 августа группа выпустила музыкальное видео на би-сайд «Strawberry Cake».
16 сентября группа анонсировала свой второй мини-альбом Overload, который выйдет 4 ноября. 19 октября группа объявила, что их первый сольный концерт «Stage ♭ : Overture» состоится 16-18 декабря. 30 октября было объявлено, что релиз Overload будет отложен из-за национального траура, из за давки в Сеуле который, произошёл днём ранее. 6 ноября JYP Entertainment объявили, что группа выпустит Overload 11 ноября. Альбом дебютировал под номером 14 в чарте Billboard World Albums.

### 2023:DeadlockиLivelock
6 марта 2023 года группа объявила, что планирует выпустить новый альбом в апреле. 31 марта Xdinary Heroes анонсировали презентацию своего нового альбома. 7 апреля группа анонсировала свой третий мини-альбом Deadlock, релиз которого намечен на 26 апреля. 8 мая вышел клип на би-сайд «Good enough», в съёмках клипа Джунхан не участвовал по состоянию здоровья.
20 сентября 2023 года группа оповестила, что 11 октября будет выпущен четвёртый мини-альбом под названием Livelock. Заглавным треком является «Break the Brake». 6 октября группа анонсировала первый мировой тур «Break the Brake», посвященный мини-альбому Livelock. Тур стартовал с трёх концертов в Сеуле с 3 по 5 ноября, с 11 по 22 ноября Xdinary Heroes выступили в Париже, Лондоне, Франкфурте, Мадриде, Милане и Варшаве, в марте 2024 года состоялись пять концертов в Азии — Джакарте, Тайбэе, Сингапуре, Маниле и Бангкоке.

### 2024: «Xperiment Project»,TroubleshootingиLive and Fall
8 марта 2024 года Xdinary Heroes выпустили саундтрек к вебтуну Killer Peter под названием «Wego Wego».
25 марта 2024 года было объявлено, что в скором времени Xdinary Heroes запустят новый проект «Xperiment Project». В рамках этого проекта группа в течение пяти месяцев планирует проводить серию концертов под названием «Closed ♭eta» и выпускать новые песни.
12 апреля JYP Entertainment объявила, что 30 апреля Xdinary Heroes выпустят свой первый полноформатный альбом, получивший название Troubleshooting. В тот же день был выпущен концепт-фильм, 17 апреля был представлен трек-лист предстоящего альбома. В рамках «Closed ♭eta: v6.0» с 19 по 21 апреля Xdinary Heroes провели трёхдневный концерт, где состоялся пререлиз нескольких песен с альбома Troubleshooting. 30 апреля вместе с альбомом был выпущен и музыкальный клип на заглавный трек «Little Things».
С 31 мая по 2 июня на серии концертов Xdinary Heroes Concert «Closed ♭eta: v6.1» была представлена песня «Boy Comics». 8 июля был выпущен цифровой сингл «Open ♭eta v6.2» с песней «Love and Fear». 5 августа Xdinary Heroes представили сингл «Open ♭eta v6.3» вместе с лирическим видео на песню «Save me». 9 сентября был выпущен четвёртый сингл серии «Open ♭eta» — песня «Instead!», записанная совместно с южнокорейским музыкантом Юн Дохёном.
8 сентября во время последнего концерта Xdinary Heroes Concert «Closed ♭eta: v6.4» Xdinary Heroes объявили дату выхода нового альбома — 14 октября. 26 сентября был представлен первый тизер их пятого мини-альбома под названием Live and Fall. 14 октября состоялась премьера Live and Fall с видеоклипом на заглавный сингл «Night Before the End». В мини-альбом вошли четыре новые песни, а также четыре композиции, вышедшие в рамках «Open ♭eta» («Boy Comics», «Love and Fear», «Save Me», «Instead!» (совместно с Юн Дохёном)).

### 2025:Beautiful Mind
В январе 2025 года на церемонии Supersound Festival в Макао Xdinary Heroes одержали победу в номинации «Выступление группы» и тем самым стали третьей мужской группой четвёртого поколения и единственным бэндом четвёртого поколения в истории, который выиграл Дэсан (Гран-при).
В феврале Xdinary Heroes приняли участие в записи предрелизного трека «Rebellion» группы YB.
5 марта на официальных страницах группа анонсировала выход шестого мини-альбома Beautiful Mind. 8 марта был опубликован концепт-фильм, 9 марта был представлен трек-лист альбома, состоящий из семи песен, 10 марта вышел инструментальный сэмплер, в следующие дни на страницах группы были опубликованы отрывки песен из предстоящего мини-альбома. 24 марта состоялась премьера Beautiful Mind вместе с видеоклипом на заглавный сингл «Beautiful Life». Песня дебютировала на двадцать пятом месте в Circle Download Chart.
На следующий день после выхода альбома группа анонсировала мировой тур «Beautiful Mind». Xdinary Heroes начнут свой тур с концертов в Сеуле с 2 по 5 мая, а затем с мая по июль посетят Бангкок, Куала-Лумпур, Пусан, Джакарту, Сурабая, Тайбэй, Тэгу и Сингапур. В августе группа отправится в Северную Америку, где выступит в Бруклине, Вашингтоне, Атланте, Ирвинге, Лос-Анджелесе и Сан-Хосе.

## Состав
| Сценический псевдоним | Сценический псевдоним | Настоящее имя | Настоящее имя | Дата рождения | Позиция                                         |
| Основной              | Другой                | На русском    | Хангыль       | Дата рождения | Позиция                                         |
| --------------------- | --------------------- | ------------- | ------------- | ------------- | ----------------------------------------------- |
| Гониль                | Gunil                 | Ку Гон Иль    | 구건일        | 24.07.1998    | Лидер, барабанщик, вокалист                     |
| Чонсу                 | Jungsu                | Ким Джон Су   | 김정수        | 26.06.2001    | Главный вокалист, клавишник                     |
| Гаон                  | Gaon                  | Квак Джи Сок  | 곽지석        | 14.01.2002    | Вокалист, главный рэпер, электрогитарист, центр |
| Од                    | Ode                   | О Сын Мин     | 오승민        | 11.06 2002    | Вокалист, ведущий рэпер, клавишник (синтезатор) |
| Джунхан               | Jun Han               | Хан Хён Джун  | 한형준        | 18.08.2002    | Электрогитарист, вокалист                       |
| Джуён                 | Jooyeon               | Ли Джу Ён     | 이주연        | 12.09.2002    | Главный вокалист, басист, центр, макнэ          |

## Дискография

### Студийные альбомы
| Название        | Информация об альбоме | Высшая позиция в чартах | Продажи       |
| Название        | Информация об альбоме | КОР                     | Продажи       |
| --------------- | --- | ----------------------- | ------------- |
| Troubleshooting | - Релиз: 30 апреля 2024 года - Лейбл: Studio J, JYP Entertainment - Формат: CD, цифровая загрузка, стриминг Трек-лист 1. «No Matter» 2. «Little Things (어리고 부끄럽고 바보 같은)» 3. «Undefined» 4. «Paint It» 5. «Money on My Mind» 6. «Dreaming Girl (꿈을 꾸는 소녀)» 7. «Until the End of Time» 8. «Walking to the Moon» 9. «Moneyball» 10. «Night of Fireworks (불꽃놀이의 밤)» | 10                      | - КОР: 97 732 |

### Мини-альбомы
| Название                                                                             | Информация об альбоме | Высшая позиция в чартах | Высшая позиция в чартах | Высшая позиция в чартах | Высшая позиция в чартах | Высшая позиция в чартах | Высшая позиция в чартах | Продажи        |
| Название                                                                             | Информация об альбоме | КОР                     | ВЕН                     | ПОЛ                     | US Heat.                | US Sales                | US World                | Продажи        |
| ------------------------------------------------------------------------------------ | --- | ----------------------- | ----------------------- | ----------------------- | ----------------------- | ----------------------- | ----------------------- | -------------- |
| Hello, World!                                                                        | - Релиз: 20 июля 2022 года - Лейбл: Studio J, JYP Entertainment - Формат: CD, цифровая загрузка, стриминг Трек-лист 1. «Test Me» 2. «Knock Down» 3. «Sucker Punch!» 4. «Strawberry Cake» 5. «Pirates» 6. «Test Me» (Inst.)                                       | 4                       | —                       | 28                      | —                       | —                       | —                       | - КОР: 65 494  |
| Overload                                                                             | - Релиз: 11 ноября 2022 года - Лейбл: Studio J, JYP Entertainment - Формат: CD, цифровая загрузка, стриминг | 5                       | —                       | 41                      | 19                      | 74                      | 14                      | - КОР: 82 469  |
| Deadlock                                                                             | - Релиз: 26 апреля 2023 года - Лейбл: Studio J, JYP Entertainment - Формат: CD, цифровая загрузка, стриминг Трек-лист 1. «Come into my head» 2. «Freakin' Bad» 3. «Bicycle» 4. «Checkmate» 5. «Good enough» 6. «Man in the Box» 7. «Dear H.»                     | 8                       | 39                      | —                       | —                       | —                       | —                       | - КОР: 131 871 |
| Livelock                                                                             | - Релиз: 11 октября 2023 года - Лейбл: Studio J, JYP Entertainment - Формат: CD, цифровая загрузка, стриминг Трек-лист 1. «Freddy» 2. «Break the Brake» 3. «Pluto» 4. «Enemy» 5. «Bad Chemical» 6. «Paranoid» 7. «Again? Again!»                                 | 7                       | —                       | 49                      | —                       | —                       | —                       | - КОР: 99 402  |
| Live and Fall                                                                        | - Релиз: 14 октября 2024 года - Лейбл: Studio J, JYP Entertainment - Формат: CD, цифровая загрузка, стриминг Трек-лист 1. «XH_World_75» 2. «Night Before the End» 3. «Save Me» 4. «Boy Comics» 5. «Instead!» 6. «Feeling Nice» 7. «Xymphony» 8. «Love and Fear»  | 8                       | —                       | —                       | —                       | —                       | —                       | - КОР: 97 048  |
| Beautiful Mind                                                                       | - Релиз: 24 марта 2025 года - Лейбл: Studio J, JYP Entertainment - Формат: CD, цифровая загрузка, стриминг Трек-лист 1. «Fight Me» 2. «Beautiful Life» 3. «More Than I Like» 4. «Diamond» 5. «Supernatural» 6. «George the Lobster» 7. «BBB (Bitter But Better)» | 4                       | —                       | —                       | —                       | —                       | —                       | - КОР: 105 543 |
| «—» обозначает альбомы, которые не попали в чарты или не выпускались в этом регионе. | |                         |                         |                         |                         |                         |                         |                |

### Синглы
| Название                                                                            | Год  | Высшая позиция в чартах | Высшая позиция в чартах | Альбом            |
| Название                                                                            | Год  | КОР                     | US World                | Альбом            |
| ----------------------------------------------------------------------------------- | ---- | ----------------------- | ----------------------- | ----------------- |
| «Happy Death Day»                                                                   | 2021 | —                       | 12                      | Сингл вне альбома |
| «Test Me»                                                                           | 2022 | 190                     | —                       | Hello, World!     |
| «Strawberry Cake»                                                                   | 2022 | —                       | —                       | Hello, World!     |
| «Hair Cut»                                                                          | 2022 | 124                     | —                       | Overload          |
| «Freakin' Bad»                                                                      | 2023 | 85                      | —                       | Deadlock          |
| «Break the Brake»                                                                   | 2023 | 98                      | —                       | Livelock          |
| «Dreaming Girl (꿈을 꾸는 소녀)»                                                    | 2024 | 93                      | —                       | Troubleshooting   |
| «Little Things (어리고 부끄럽고 바보 같은)»                                         | 2024 | 73                      | —                       | Troubleshooting   |
| «Boy Comics (소년만화)»                                                             | 2024 | 109                     | —                       | Live and Fall     |
| «Love and Fear»                                                                     | 2024 | 114                     | —                       | Live and Fall     |
| «Save Me»                                                                           | 2024 | 84                      | —                       | Live and Fall     |
| «Instead!» (совместно с Юн Дохёном)                                                 | 2024 | 115                     | —                       | Live and Fall     |
| «Night Before the End»                                                              | 2024 | 50                      | —                       | Live and Fall     |
| «Beautiful Life»                                                                    | 2025 | 25                      | —                       | Beautiful Mind    |
| «Fire (My Sweet Misery)»                                                            | 2025 | 118                     | —                       | Сингл вне альбома |
| «—» обозначает синглы, которые не попали в чарты или не выпускались в этом регионе. |      |                         |                         |                   |

### Другие песни, попавшие в чарты
| Название                             | Год  | Высшая позиция в чартах | Альбом          |
| Название                             | Год  | КОР                     | Альбом          |
| ------------------------------------ | ---- | ----------------------- | --------------- |
| «Zzz.. (잠꼬대)»                     | 2022 | 153                     | Overload        |
| «Ghost»                              | 2022 | 162                     | Overload        |
| «Crack in the Mirror»                | 2022 | 164                     | Overload        |
| «Lunatic»                            | 2022 | 165                     | Overload        |
| «X-Mas»                              | 2022 | 167                     | Overload        |
| «Man in the Box»                     | 2023 | 101                     | Deadlock        |
| «Good Enough»                        | 2023 | 102                     | Deadlock        |
| «Bicycle»                            | 2023 | 103                     | Deadlock        |
| «Come into My Head»                  | 2023 | 104                     | Deadlock        |
| «Checkmate»                          | 2023 | 106                     | Deadlock        |
| «Dear H.»                            | 2023 | 108                     | Deadlock        |
| «Pluto»                              | 2023 | 136                     | Livelock        |
| «Freddy»                             | 2023 | 139                     | Livelock        |
| «Again? Again!»                      | 2023 | 140                     | Livelock        |
| «Bad Chemical»                       | 2023 | 141                     | Livelock        |
| «Enemy»                              | 2023 | 142                     | Livelock        |
| «Paranoid»                           | 2023 | 143                     | Livelock        |
| «Night of Fireworks (불꽃놀이의 밤)» | 2024 | 96                      | Troubleshooting |
| «No Matter»                          | 2024 | 98                      | Troubleshooting |
| «Undefined»                          | 2024 | 99                      | Troubleshooting |
| «Money on My Mind»                   | 2024 | 100                     | Troubleshooting |
| «Paint It»                           | 2024 | 102                     | Troubleshooting |
| «Until the End of Time»              | 2024 | 103                     | Troubleshooting |
| «Walking to the Moon»                | 2024 | 104                     | Troubleshooting |
| «Moneyball»                          | 2024 | 105                     | Troubleshooting |
| «Xymphony»                           | 2024 | 94                      | Live and Fall   |
| «Feeling Nice»                       | 2024 | 99                      | Live and Fall   |
| «George the Lobster»                 | 2025 | 31                      | Beautiful Mind  |
| «Fight Me»                           | 2025 | 32                      | Beautiful Mind  |
| «More Than I Like»                   | 2025 | 33                      | Beautiful Mind  |
| «BBB (Bitter But Better)»            | 2025 | 34                      | Beautiful Mind  |
| «Supernatural»                       | 2025 | 35                      | Beautiful Mind  |
| «Diamond»                            | 2025 | 36                      | Beautiful Mind  |

### Саундтреки
| Название                  | Год  | Описание                                           | Прим.  |
| ------------------------- | ---- | -------------------------------------------------- | ------ |
| «Wego Wego»               | 2024 | Саундтрек к вебтуну Killer Peter                   | [ 29 ] |
| «Addiction (Prod. Czaer)» | 2024 | Саундтрек для танцевального конкурса Stage Fighter | [ 64 ] |
| «Break the Darkness»      | 2025 | Саундтрек к дораме «Хороший парень»                | [ 65 ] |

## Фильмография
| Год       | Название                         | Эпизоды  | Примечания |
| --------- | -------------------------------- | -------- | ---------- |
| 2021—н.в  | Xdinary Heroes: Xtra Files       | —        | YouTube    |
| 2022—н.в  | Xdinary Days                     | —        | YouTube    |
| 2022—н.в  | XH's Rock The World              | 3 сезона | YouTube    |
| 2021—2023 | Xdinary Heroes Begins            | 19       | YouTube    |
| 2021      | Xdinary Heroes: XQXA             | 15       | YouTube    |
| 2023      | Xdinary Heroes Knock Down Debate | 6        | YouTube    |
| 2025      | Xdinary Lab                      | 6        | YouTube    |

## Концерты и туры

### Концерты
- Xdinary Heroes Stage ♭: Overture (2022)
- Xdinary Heroes Concert «Closed ♭eta» (2024)
- Xdinary Heroes Concert «Live and Fall» (2024)

### Мировые туры
- Break the Brake World Tour (2023—2024)
- Beautiful Mind World Tour (2025)

## Награды и номинации
| Премия                       | Год  | Категория                                 | Номинант(-ы)      | Результат | Прим.  |
| ---------------------------- | ---- | ----------------------------------------- | ----------------- | --------- | ------ |
| Genie Music Awards           | 2022 | Лучший новичок среди мужчин               | Xdinary Heroes    | Номинация | [ 66 ] |
| Golden Disc Awards           | 2022 | Новый артист года                         | Xdinary Heroes    | Номинация | [ 67 ] |
| MAMA Awards                  | 2022 | Лучшее выступление группы                 | «Happy Death Day» | Победа    | [ 68 ] |
| MAMA Awards                  | 2022 | Лучший новый артист среди мужчин          | Xdinary Heroes    | Победа    | [ 69 ] |
| MAMA Awards                  | 2023 | Топ-10 по версии фанатов по всему миру    | Xdinary Heroes    | Номинация | [ 70 ] |
| MAMA Awards                  | 2024 | Выбор болельщиков по всему миру — мужчины | Xdinary Heroes    | Номинация | [ 71 ] |
| Seoul Music Awards           | 2024 | Премия группы                             | Xdinary Heroes    | Победа    | [ 72 ] |
| Hanteo Music Awards          | 2024 | Специальная награда — Группа              | Xdinary Heroes    | Победа    | [ 73 ] |
| Supersound Festival          | 2025 | Выступление группы                        | Xdinary Heroes    | Победа    | [ 41 ] |
| Asia Star Entertainer Awards | 2025 | Лучшая группа                             | Xdinary Heroes    | Победа    | [ 74 ] |